# Monadh Mòr
Der Monadh Mòr ist ein 1113 Meter hoher, als Munro eingestufter Berg in Schottland. Sein gälischer Namen kann in etwa mit Großer Berg übersetzt werden. Der Gipfel des Monadh Mòr liegt auf der Grenze zwischen den Council Areas Aberdeenshire und Highland im Südwesten der zentralen Cairngorms etwa 25 Kilometer westlich von Braemar und gut 20 Kilometer südöstlich von Aviemore.
In den zentralen Cairngorms liegt der Monadh Mòr etwas südlich der Gruppe der höchsten Erhebungen rund um den Ben Macdui und den Braeriach. Er besitzt ein weitläufiges flaches Gipfelplateau, an dessen Ostrand zwei fast gleich hohe, wenig auffällige Gipfelkegel liegen. Der nördliche Gipfel ist drei Meter höher und der Hauptgipfel. Nach Osten fällt das Plateau des Monadh Mòr mit steilen, felsdurchsetzten Wänden ab und bildet den Talschluss des Glen Geusachan, das vom nördlich des Monadh Mòr entspringenden Geusachan Burn, einem Zweigfluss des Dee, durchflossen wird. Im Norden führt ein breiter runder, sanft abfallender Grat zur anschließenden Hochfläche Moine Mòr, die sich südlich von Loch Einich und dem Sgòr Gaoith erstreckt und über die Übergänge zu den nördlich benachbarten Braeriach, Sgòr an Lochain Uaine und Cairn Toul sowie dem Mullach Clach a’ Bhlàir am Südwestrand der Moine Mòr möglich sind. Nach Westen senkt sich das Gipfelplateau des Monadh Mòr nur allmählich ab, bis es etwa zwei Kilometer westlich mit den fels- und schrofendurchsetzten Wänden Leth-chreag in das Glen Eidart abfällt, ein nördliches Seitental des Glen Geldie. Die Südseite des Plateaus fällt allmählich mit Moos- und Grasland direkt in das Glen Geldie ab. Südöstlich der beiden Gipfel besteht über einen 975 Meter hohen Sattel ein Übergang zum benachbarten, 1157 Meter hohen Beinn Bhrotain.

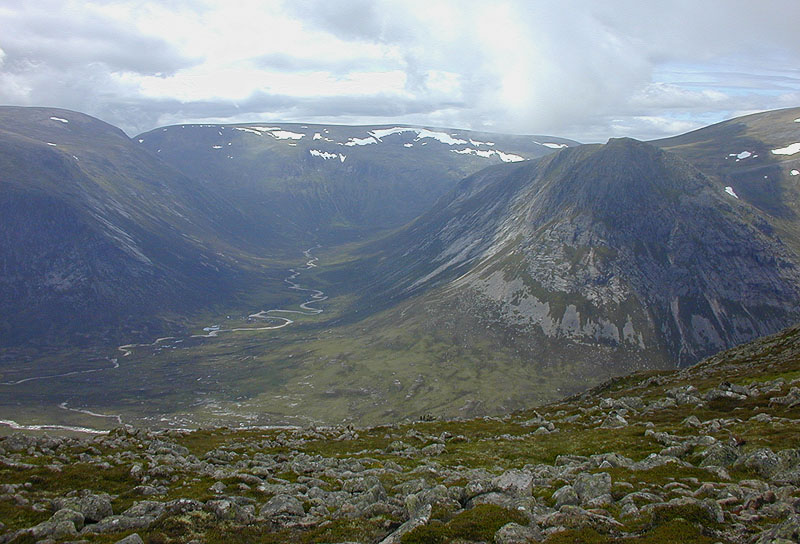
Blick vom Càrn a’ Mhàim nach Westen über Glen Geusachan, das von der Ostwand des Monadh Mòr abgeschlossen wird. Links der Beinn Bhrotain, rechts The Devil’s Point
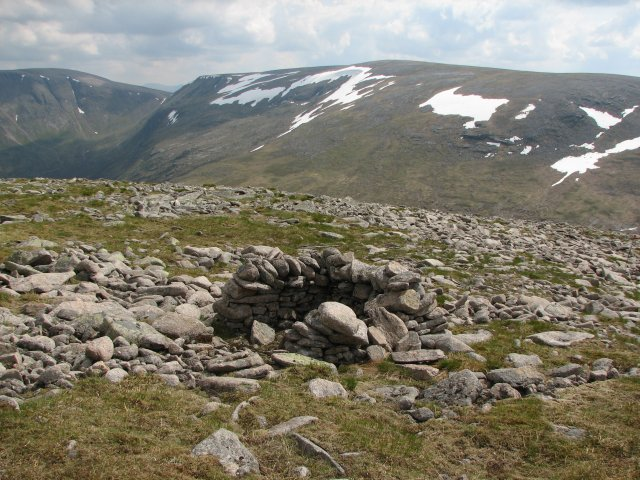
Blick vom Südhang des Sgòr an Lochain Uaine zum Monadh Mòr
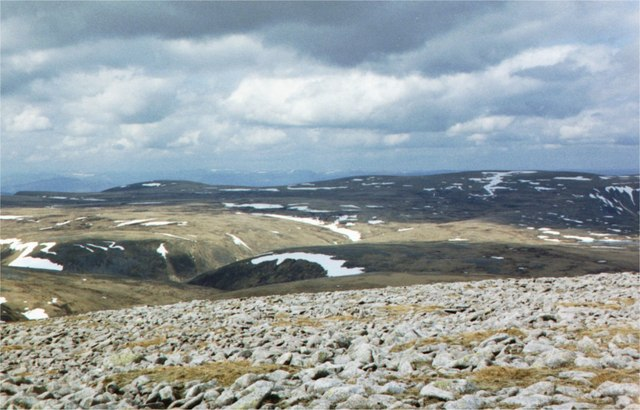
Blick vom Gipfel nach Westen über die Hochfläche Moine Mòr
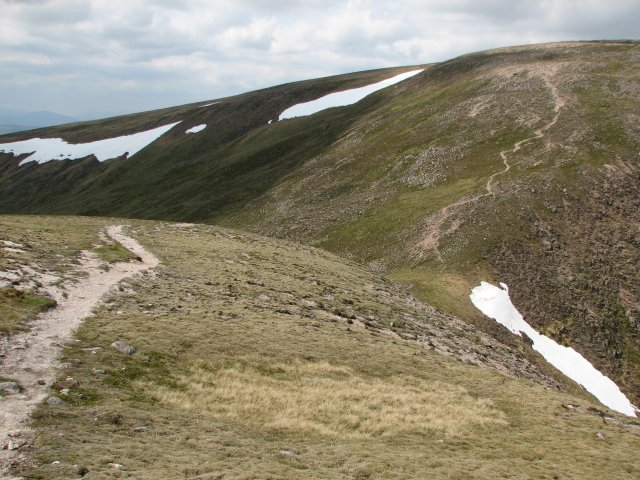
Der Sattel zwischen Beinn Bhrotain und Monadh Mòr

Durch seine Lage inmitten der unbesiedelten Berglandschaft der Cairngorms weitab öffentlicher Straßen erfordern alle Besteigungen des Monadh Mòr lange Anmärsche. Die meisten Munro-Bagger besteigen ihn daher gemeinsam mit dem Beinn Bhrotain, um mehrmalige lange Anmärsche zu vermeiden. Erreicht werden kann der Berg sowohl von Südosten aus dem Glen Dee als auch von Nordwesten aus dem Glen Feshie. Ausgangspunkt aus dem Glen Dee ist das Ende der Fahrstraße bei den Linn of Dee westlich von Braemar. Der Monadh Mòr kann entweder durch das vom Glen Dee abzweigende Glen Geusachan und den vom Talschluss erreichbaren Nordgrat oder über den Beinn Bhrotain und den Sattel zwischen beiden Bergen erreicht werden. Aus dem Glen Feshie führt der Zustieg über die Hochfläche Moine Mòr und den Nordgrat zum Gipfel.